# Phaenicophilus palmarum
Phaenicophilus palmarum é uma espécie de ave da família Thraupidae.
Pode ser encontrada nos seguintes países: República Dominicana e Haiti.
Os seus habitats naturais são: florestas secas tropicais ou subtropicais , florestas subtropicais ou tropicais húmidas de baixa altitude, florestas de mangal tropicais ou subtropicais, regiões subtropicais ou tropicais húmidas de alta altitude e florestas secundárias altamente degradadas.